# Orresta
Orresta is een plaats in de gemeente Västerås in het landschap Västmanland en de provincie Västmanlands län in Zweden. De plaats heeft 84 inwoners (2005) en een oppervlakte van 5 hectare.